# モンジュー
モンジュー（Montjeu、1996年4月4日 - 2012年3月29日）は、アイルランド生産、フランス調教の競走馬・種牡馬。
主な勝ち鞍は1999年のジョッケクルブ賞（仏ダービー）、アイリッシュダービー、凱旋門賞、2000年のタタソールズゴールドカップ、サンクルー大賞、キングジョージ6世&クイーンエリザベスステークス。

## 現役時代
この項の出典は特筆なき限りJRA-VAN Ver.Worldによる。

### 2・3歳時代 (1998・1999年)
1998年9月18日フランス・シャンティイ競馬場芝1600mの条件戦でデビューし勝利したモンジューは続くアイソノミー賞(仏リステッド)も勝利し2歳シーズンを2戦2勝で終え。年が明け3歳となったモンジューは初戦のグレフュール賞(仏G2)を制し、一躍クラシック候補に躍り出る。ジョッケクルブ賞の前哨戦リュパン賞(仏G1)ではアヤの2着と敗れるも、迎えたジョッケクルブ賞本番では4馬身差をつける圧勝でフランス3歳馬の頂点に立った。続くアイリッシュダービーも2着のダリアプールに5馬身差の圧勝、その後休養に入り、秋に行われるヨーロッパ最大のレース凱旋門賞へと駒を進める事を決定する。
迎えた秋、緒戦のニエル賞(仏G2)をアタマ差で制し（2着ビエナマド）、凱旋門賞へと向かう。この年の凱旋門賞には他に日本馬エルコンドルパサー（蛯名正義騎乗）とデイラミ（ランフランコ・デットーリ騎乗）も出走していたが、当日レースの舞台となるロンシャン競馬場はペネトロメーター5.1というレース史上類を見ないほど大量に水分を含んだ状態の不良馬場だったため、道悪を苦としないエルコンドルパサーとモンジューの一騎討ちというのが戦前の評判であった。ゴール前の直線では、逃げるエルコンドルパサーと追い込んだモンジューの2頭の勝負となるが、残り50mで逆転したモンジューが1/2馬身の差をつけて優勝した。
次に陣営が選んだのはジャパンカップで、名実ともに欧州最強馬ということや、凱旋門賞でエルコンドルパサーに勝利していたこともあり、日本でも非常に注目された単勝1番人気に支持される。しかし、レースではスペシャルウィークの4着に敗れ、初めて連対を外した。陣営はレース前日の取材で「体調が戻るまであと3日はかかる」「早く連れてくればよかった」と答えており、レース後のコメントにも、敗因は馬場ではなく輸送の疲れが抜けなかったことや調整不足を挙げた。こうして3歳シーズンを終え、この年のカルティエ賞最優秀3歳牡馬を獲得した。

### 4歳時代 (2000年)
年が明けて2000年、古馬になり5月のタタソールズゴールドカップ(愛G1)から始動。同レースは直線で進路がふさがる不利があったが、前が空くと騎手が手綱を持ったまま勝利。さらにサンクルー大賞(仏G1)は5馬身で圧勝すると、キングジョージ(英G1)でも持ったままでファンタスティックライトらを退けて勝利した。次走はアイリッシュチャンピオンステークスに出走予定であったがこれを回避し、凱旋門賞連覇をかけてフォワ賞(仏G2)に出走し、これに勝利。しかし、凱旋門賞ではシンダー、エジプトバンド、ヴォルヴォレッタといった3歳勢の前に屈し、勝ち馬から7馬身差の4着と大敗した。その後も精彩を欠き、チャンピオンステークス、BCターフともにカラニシに敗れ、そのまま引退となった。

## 競走成績
この項の出典はJRA-VAN Ver.Worldによる。
| 出走日     | 競馬場             | 競走名           | 格 | 距離      | 着順 | 騎手           | 1着（2着）馬       |
| ---------- | ------------------ | ---------------- | -- | --------- | ---- | -------------- | ------------------ |
| 1998.09.18 | シャンティイ       | 条件戦           |    | 芝1600m   | 1着  | C.アスムッセン | (Camikaril)        |
| 1998.10.18 | ロンシャン         | アイソノミー賞   | L  | 芝1800m   | 1着  | C.アスムッセン | (Spadoun)          |
| 1999.04.25 | ロンシャン         | グレフュール賞   | G2 | 芝2100m   | 1着  | C.アスムッセン | (Sendawar)         |
| 1999.05.16 | ロンシャン         | リュパン賞       | G1 | 芝2100m   | 2着  | C.アスムッセン | Gracioso           |
| 1999.06.06 | シャンティイ       | ジョッケクルブ賞 | G1 | 芝2400m   | 1着  | C.アスムッセン | (Nowhere to Exit)  |
| 1999.06.27 | カラ               | 愛ダービー       | G1 | 芝12f     | 1着  | C.アスムッセン | (Daliapour)        |
| 1999.09.12 | ロンシャン         | ニエル賞         | G2 | 芝2400m   | 1着  | M.キネーン     | (Bienamado)        |
| 1999.10.03 | ロンシャン         | 凱旋門賞         | G1 | 芝2400m   | 1着  | M.キネーン     | (El Condor Pasa)   |
| 1999.11.28 | 東京               | ジャパンC        | GI | 芝2400m   | 4着  | M.キネーン     | スペシャルウィーク |
| 2000.05.28 | カラ               | タタソールズGC   | G1 | 芝10f110y | 1着  | M.キネーン     | (Greek Dance)      |
| 2000.07.02 | サンクルー         | サンクルー大賞   | G1 | 芝2400m   | 1着  | C.アスムッセン | (Dancing Miss)     |
| 2000.07.29 | アスコット         | KGVI&QES         | G1 | 芝12f     | 1着  | M.キネーン     | (Fantastic Light)  |
| 2000.09.10 | ロンシャン         | フォワ賞         | G2 | 芝2400m   | 1着  | M.キネーン     | (Crillon)          |
| 2000.10.01 | ロンシャン         | 凱旋門賞         | G1 | 芝2400m   | 4着  | M.キネーン     | Sinndar            |
| 2000.10.14 | ニューマーケット   | チャンピオンS    | G1 | 芝10f     | 2着  | M.キネーン     | Kalanisi           |
| 2000.11.04 | チャーチルダウンズ | BCターフ         | G1 | 芝12f     | 7着  | M.キネーン     | Kalanisi           |

## 種牡馬入り後
種牡馬入りした際には、同年に引退したジャイアンツコーズウェイと比べると約3分の1の種付け料に抑えられていた。しかし初年度産駒からダービーステークスを制したモティヴェーター、父と2代続けて凱旋門賞、キングジョージ6世&クイーンエリザベスダイヤモンドステークスを制したハリケーンランなどを輩出。初年度産駒がデビューしてわずか2年目にして2005年のフランスリーディングサイアーの座を手中にし、イギリス・アイルランドの種牡馬ランキングでも父を上回る2位につけた。残した12世代の産駒からダービーステークス勝ち馬を4頭輩出した。
2012年3月29日朝に敗血症による合併症で、16歳でこの世を去った。
後継種牡馬としてハリケーンランは早々に死亡。モティヴェイターの代表産駒は歴史的牝馬と称されるトレヴ。オーソライズドはトルコに輸出された。プールモア産駒のウイングスオブイーグルスは2017年のダービーステークスに勝って種牡馬入りし、現在は障害用種牡馬となっている。キャメロット2018年の愛ダービー馬 Latrobeなど複数のG1勝ち馬を出している。
2013年の報道によると、ミオスタチン遺伝子型はガリレオと同じくTTの長距離タイプである。

### 主な産駒
- 2002年産
  - ハリケーンラン（凱旋門賞、キングジョージ6世&クイーンエリザベスダイヤモンドステークス、アイリッシュダービー、タタソールズゴールドカップ）
  - スコーピオン（パリ大賞、セントレジャーステークス、コロネーションカップ）
  - モティヴェイター（レーシングポストトロフィー、エプソムダービー）
  - コールカミノ（ガネー賞）
  - モンターレ（ロワイヤルオーク賞）
  - シャーヴァスティ(アヴォンデールカップ)
- 2003年産
  - ペイパルブル[注 5]（種牡馬）
- 2004年産
  - オーソライズド（レーシングポストトロフィー、エプソムダービー、インターナショナルステークス）
  - ノムデュジュ（オーストラリアンダービー）
  - スピードギフテッド（ザメトロポリタン）
  - ウォールストリート（エミレーツステークス、ウィンザーパークプレート、スプリングクラシック、ソーンドンマイル）
- 2005年産
  - フローズンファイア（アイリッシュダービー）
  - モンマルトル（パリ大賞）
  - タヴィストック（ワイカトスプリント、マッジウェイステークス）
- 2006年産
  - フェイムアンドグローリー（クリテリウムドサンクルー、アイリッシュダービー、タターソルズゴールドカップ、コロネーションカップ、ゴールドカップ）
  - ジュークボックスジュリー（アイリッシュセントレジャー）
  - *ミスケラー（E.P.テイラーステークス）
- 2007年産
  - セントニコラスアビー（レーシングポストトロフィー、コロネーションカップ3連覇、ブリーダーズカップ・ターフ、ドバイシーマクラシック）
  - ジャンフェルメール（クリテリウムアンテルナシオナル）
  - ジョシュアツリー（カナディアンインターナショナルステークス3勝）
  - サラリンクス（カナディアンインターナショナルステークス）
  - グリーンムーン（ターンブルステークス、メルボルンカップ）
- 2008年産
  - リサイタル（クリテリウムドサンクルー）
  - プールモア（エプソムダービー）
  - マスクドマーヴェル（セントレジャーステークス）
- 2009年産
  - キャメロット（レーシングポストトロフィー、2000ギニー、エプソムダービー、アイリッシュダービー）
  - ジオファー（シドニーカップ）
- 2010年産
  - チキータ（アイリッシュオークス）
  - リーディングライト（セントレジャーステークス）
- 2011年産
  - ブレスレット（アイリッシュオークス）
  - ギャランテ(パリ大賞、シドニーカップ)

## ブルードメアサイアーとしての産駒
- 2008年産
  - オブヴィアスリー（シューメイカーマイルステークス2勝、ブリーダーズカップ・ターフスプリント）
- 2009年産
  - パリッシュホール（デューハーストステークス）
- 2011年産
  - チャームスピリット（ジャンプラ賞、ムーラン・ド・ロンシャン賞、クイーンエリザベス2世ステークス）
- 2012年産
  - レガティッシモ（英1000ギニー、ナッソーステークス、メイトロンステークス、2015年カルティエ賞最優秀3歳牝馬）
- 2016年産
  - アナプルナ（英オークス、ロワイヤリュー賞）
- 2017年産
  - ワンダフルトゥナイト（ロワイヤリュー賞、ブリティッシュ・チャンピオンズ・フィリーズ&メアズステークス）
  - スターマン（ジュライカップ）
  - パンサラッサ（ドバイターフ、サウジカップ）
  - ハイランドチーフ（マンノウォーステークス）
- 2018年産
  - ドバイオナー（ランヴェットステークス、クイーンエリザベスステークス、サンクルー大賞、タンクレッドステークス）
- 2020年産
  - パディントン（アイリッシュ2000ギニー、セントジェームスパレスステークス、エクリプスステークス、サセックスステークス）
  - フィードザフレーム（パリ大賞）
- 2022年産
  - トウェイン（クリテリウムアンテルナシオナル）
  - ルファール（パリ大賞）

## 血統表
| モンジューの血統            | モンジューの血統                | モンジューの血統     | （血統表の出典）     | （血統表の出典） |
| 父系                        | サドラーズウェルズ系            | サドラーズウェルズ系 | サドラーズウェルズ系 | [ § 2 ]          |
| 父 Sadler's Wells 1981 鹿毛 | 父の父Northern Dancer 1961 鹿毛 | Nearctic             | Nearco               | Nearco           |
| 父 Sadler's Wells 1981 鹿毛 | 父の父Northern Dancer 1961 鹿毛 | Nearctic             | Lady Angela          |                  |
| 父 Sadler's Wells 1981 鹿毛 | 父の父Northern Dancer 1961 鹿毛 | Natalma              | Native Dancer        | Native Dancer    |
| 父 Sadler's Wells 1981 鹿毛 | 父の父Northern Dancer 1961 鹿毛 | Natalma              | Almahmoud            |                  |
| 父 Sadler's Wells 1981 鹿毛 | 父の母Fairy Bridge 1975 鹿毛    | Bold Reason          | Hail to Reason       | Hail to Reason   |
| 父 Sadler's Wells 1981 鹿毛 | 父の母Fairy Bridge 1975 鹿毛    | Bold Reason          | Lalun                |                  |
| 父 Sadler's Wells 1981 鹿毛 | 父の母Fairy Bridge 1975 鹿毛    | Special              | Forli                | Forli            |
| 父 Sadler's Wells 1981 鹿毛 | 父の母Fairy Bridge 1975 鹿毛    | Special              | Thong                |                  |
| 母 Floripedes 1985 鹿毛     | 母の父Top Ville 1976 鹿毛       | High Top             | Derring-Do           | Derring-Do       |
| 母 Floripedes 1985 鹿毛     | 母の父Top Ville 1976 鹿毛       | High Top             | Camanae              |                  |
| 母 Floripedes 1985 鹿毛     | 母の父Top Ville 1976 鹿毛       | Sega Ville           | Charlottesville      | Charlottesville  |
| 母 Floripedes 1985 鹿毛     | 母の父Top Ville 1976 鹿毛       | Sega Ville           | La Sega              |                  |
| 母 Floripedes 1985 鹿毛     | 母の母Toute Cy 1979 鹿毛        | Tennyson             | Val de Loir          | Val de Loir      |
| 母 Floripedes 1985 鹿毛     | 母の母Toute Cy 1979 鹿毛        | Tennyson             | Tidra                |                  |
| 母 Floripedes 1985 鹿毛     | 母の母Toute Cy 1979 鹿毛        | Adele Toumignon      | *ゼダーン            | *ゼダーン        |
| 母 Floripedes 1985 鹿毛     | 母の母Toute Cy 1979 鹿毛        | Adele Toumignon      | Alvorada             |                  |
| 母系(F-No.)                 | Alvorada系(FN:1-u)              | Alvorada系(FN:1-u)   | Alvorada系(FN:1-u)   | [ § 3 ]          |
| 5代内の近親交配             | なし                            | なし                 | なし                 | [ § 4 ]          |
| 出典                        | 1. 2. 3. 4.                     | 1. 2. 3. 4.          | 1. 2. 3. 4.          | 1. 2. 3. 4.      |